# Megalamphis sphaerolaimoides
Megalamphis sphaerolaimoides is een rondwormensoort uit de familie van de Xyalidae. De wetenschappelijke naam van de soort is voor het eerst geldig gepubliceerd in 1961 door Timm.